# HP-71B

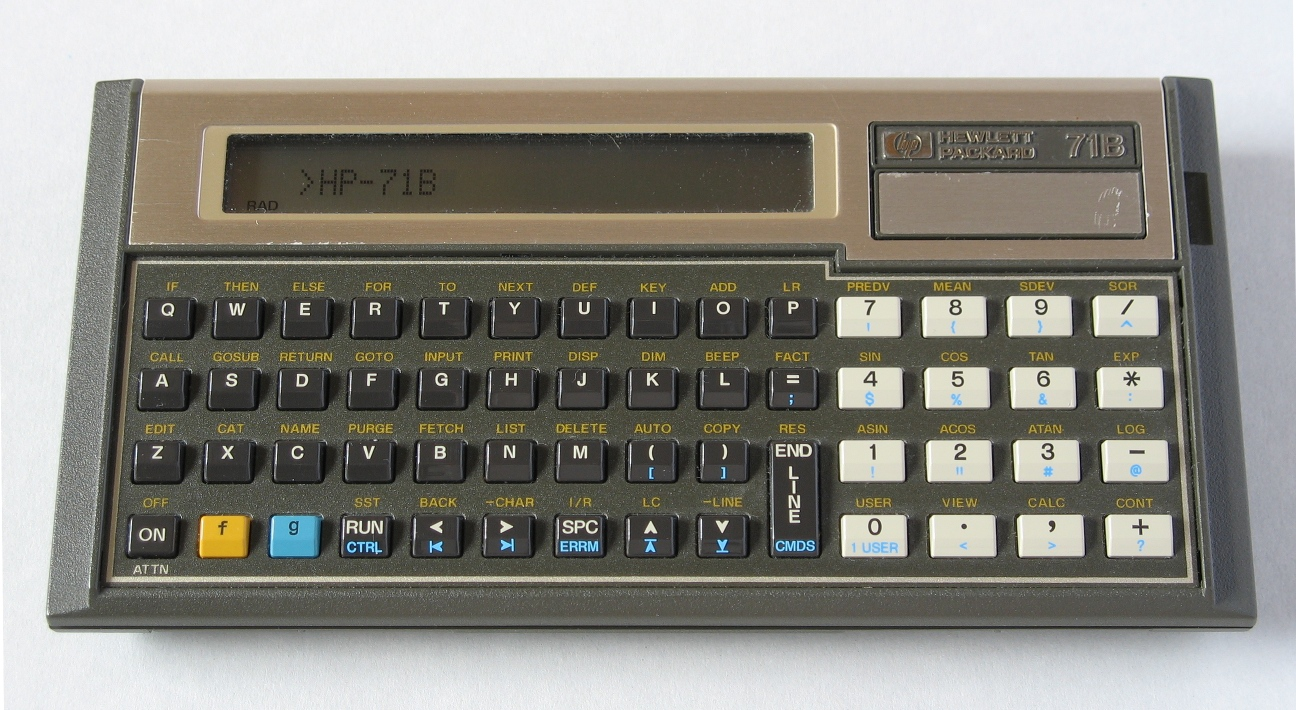
HP-71B BASIC-programmierbarer Taschenrechner

Der HP-71B ist ein in BASIC programmierbarer Taschenrechner von Hewlett-Packard, der von 1984 bis 1989 produziert wurde. Er löste den HP-75 ab und war kleiner und leichter als dieser. Vier Erweiterungsschächte erlauben die Erweiterung des Speichers oder den Einsatz von ROM-Modulen, darunter auch für einen Emulator für den HP-41, der bei vollem Funktionsumfang etwa die fünffache Geschwindigkeit des Originals erreicht.

## Eigenschaften
Der HP-71B verfügt über ein einzeiliges LC-Display von 22 Zeichen, das auch in einem Grafikmodus mit 8 × 132 Pixel genutzt werden konnte. Die Tasten waren mit häufig benutzen Befehlen vorbelegt, konnten aber vom Benutzer beliebig definiert werden. Der Rechner ließ sich mit einem Passwort sichern und nur nach Eingabe des korrekten Passwortes nutzen. Die Sperre ließ sich durch Entfernen der Batterien (vier Stück des Typs AAA) umgehen, allerdings nur unter Löschung aller Daten im Speicher des Rechners.
Der HP-71B war der erste Rechner, der die "Saturn"-CPU benutzte, deren Weiterentwicklung später im HP-28 und HP-48 zum Einsatz kam. Ebenfalls als erstes Modell benutzte er Gleitkommazahlen nach IEEE-Standard anstelle der bei früheren Modellen benutzten BCD-Darstellung. Er verfügte über eine Echtzeituhr, die zum zeitgesteuerten Starten von Programmen genutzt werden konnte. Der Speicher umfasste 64 KiB ROM und 17,5 KiB RAM; der Gesamtspeicher ließ sich bis auf 512 KiB (die CPU konnte 1 Mi Nybbles adressieren) ausbauen. Die vom HP-75 übernommenen, länglichen Magnetkarten mit einer Kapazität von 2 × 650 Byte pro Karte ließen sich verwenden, beliebter waren allerdings HP-IL-Geräte wie das Cassettenlaufwerk 82161A und das Diskettenlaufwerk 9114A, die ebenfalls aus Batterien versorgt wurden und daher in gleicher Weise transportabel waren. Beide Geräte, Magnetkartenleser wie HP-IL-Modul, waren Erweiterungen, die in zwei weiteren Schächten auf der Rückseite des Rechners eingebaut wurden. Ebenfalls vom HP-41 übernommen wurde ein optischer Lesestift ('wand'), der das Einlesen von Barcodes ermöglichte.
Für die Verwendung als Taschenrechner verfügte der HP-71B über einen speziellen Eingabemodus, der mehr AOS als dem bis dahin verwendeten UPN ähnelte. Der Rechner ermittelte dabei während der Eingabe bereits auswertbare Teilergebnisse, ließ aber auch eine Korrektur nach dieser Operation zu. Die interne Verarbeitung folgte nach wie vor UPN, der Stack war wie gewohnt nutzbar.